# Catacalo Tarcaniota
Catacalo Tarcaniota (em grego: Κατακαλών Ταρχανειώτες; romaniz.: Katakalón Tarchaneiótes), mencionado na obra de Nicéforo Briênio, o Jovem como Catacalo Catacalos (em grego: Κατακαλών Κατακαλος; romaniz.: Katakalón Katakalos), foi um oficial bizantino do século XI, ativo durante os reinados de Miguel VII Ducas (r. 1071–1078), Nicéforo III Botaniates (r. 1078–1081) e Aleixo I Comneno (r. 1081–1118).
Aparece pela primeira vez em 1074, quando substitui seu pai como duque de Antioquia e enfrenta a revolta de Filareto Bracâmio, embora sem sucesso. Anos depois, como catepano de Adrianópolis (atual Edirne), inicialmente confronta a revolta de Nicéforo Briênio, o Velho, mas acaba por aliar-se com ele e participa da batalha de Calávrita. Em 1094, participou do Concílio de Constantinopla, e em 1095, defendeu Adrianópolis durante uma invasão cumana.

## Biografia

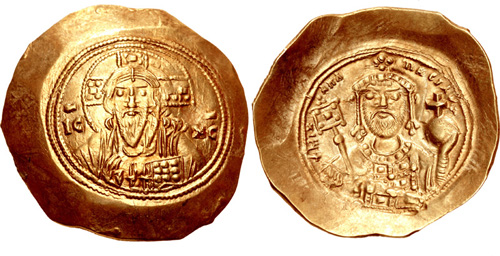
Miguelato (histameno) de r.

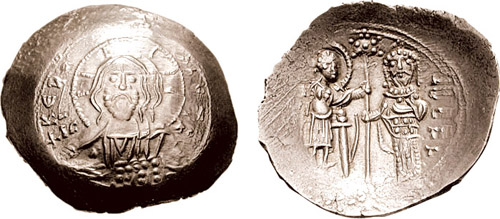
Histameno de r.

Catacalo Tarcaniota era filho de José Tarcaniota, duque de Antioquia. Foi citado pela primeira vez em 1074, ano da morte de seu pai, de sua ascensão como duque e da revolta de Filareto Bracâmio. Catacalo tentou confrontar os rebeldes, mas foi incapaz de pará-los, e Filareto conseguiu reunir grandes contingentes armênios e outros soldados num grande exército, que usou para expandir seus domínios às custas das cidades do Império Bizantino.
Em 1078, como catepano de Adrianópolis (atual Edirne), opôs-se a sublevação de Nicéforo Briênio, o Velho e seu irmão João Briênio, e escreveu para o imperador Miguel VII e seu ministro Niceforitzes solicitando tropas para suprimi-la. Ele não recebeu assistência, e teve que resistir sozinho aos rebeldes por vários dias. Ciente de que se arriscava por um propósito pequeno, aliou-se a João Briênio e juntou-se à rebelião. Esta aliança foi selada pela curopalatissa Ana, mãe dos Briênios, que arranjou o casamento entre Helena, a irmã de Catacalo, e o filho de João Briênio. Neste mesmo ano, Catacalo comandou a ala esquerda do exército de Nicéforo Briênio, que era composta por 3 000 cavaleiros da Trácia e Macedônia, durante a batalha de Calávrita contra Aleixo Comneno e as tropas leais ao novo imperador, Nicéforo III Botaniates.
Segundo um selo seu datado de 1085, Catacalo foi um curopalata, e segundo Nicéforo Briênio, o Jovem, em data desconhecida assumiu a função de magistro. Em 1093, Teofilacto de Ácrida enviou-lhe duas carta, uma discutindo atitudes para a fortuna, e a outra com uma pequena moeda, como na Parábola dos Talentos. Há uma terceira carta enviada a um Tarcaniota, mas é incerto que seja para Catacalo. Em 1094, participou do concílio convocado por Aleixo I Comneno (r. 1081–1118) em Blaquerna para deliberar sobre a veneração de ícones. Segundo a lista de presentes, Catacalo era um senador. Em 1095, durante uma invasão dos cumanos, Catacalo e o então cegado Nicéforo Briênio, o Velho foram incumbidos com a defesa de Adrianópolis.
Catacalo Tarcaniota foi amplamente elogiado nas fontes que fizeram-lhe referência. Segundo Teofilacto de Ácrida, Catacalo Tarcaniota era o mestre mais ilustre, enquanto segundo Nicéforo Briênio, o Jovem era um homem distinto por seu modo de vida, sua educação e sua habilidade em assuntos militares. Segundo o mesmo autor, enquanto ainda jovem, Catacalo era mais sábio que qualquer outro e mais prudente.